# Red de Toda
La red de Toda, introducida por Morikazu Toda en 1967, es un modelo sencillo para un cristal unidimensional en física del estado sólido. Consiste en una cadena de partículas cuya interacción a primeros vecinos viene dada por las ecuaciones del movimiento
{\displaystyle {\begin{aligned}{\frac {d}{dt}}p(n,t)&=e^{-(q(n,t)-q(n-1,t))}-e^{-(q(n+1,t)-q(n,t))},\\{\frac {d}{dt}}q(n,t)&=p(n,t),\end{aligned}}}
donde {\displaystyle q(n,t)}es el desplazamiento de la partícula {\displaystyle n}-ésima de su posición de equilibrio, y {\displaystyle p(n,t)}es su momento (masa {\displaystyle m=1}).

## Integrabilidad
La red de Toda es un ejemplo prototípico de sistema completamente integrable con soluciones de solitones. Para ver esto se pueden utilizar las variables de Flaschka,
{\displaystyle a(n,t)={\frac {1}{2}}{\rm {e}}^{-(q(n+1,t)-q(n,t))/2},\qquad b(n,t)=-{\frac {1}{2}}p(n,t)}
de forma que las ecuaciones de Toda resultan
{\displaystyle {\begin{aligned}{\dot {a}}(n,t)&=a(n,t){\Big (}b(n+1,t)-b(n,t){\Big )},\\{\dot {b}}(n,t)&=2{\Big (}a(n,t)^{2}-a(n-1,t)^{2}{\Big )}.\end{aligned}}}
Se puede comprobar que la red de Toda es equivalente a la ecuación de Lax
{\displaystyle {\frac {d}{dt}}L(t)=[P(t),L(t)]}
donde [L, P] = LP - PL es el conmutador de dos operadores. Los operadores L y P, el par de Lax del sistema, son operadores lineales en el espacio de Hilbert de sucesiones de cuadrados sumables {\displaystyle \ell ^{2}(\mathbb {Z} )}
{\displaystyle {\begin{aligned}L(t)f(n)&=a(n,t)f(n+1)+a(n-1,t)f(n-1)+b(n,t)f(n),\\P(t)f(n)&=a(n,t)f(n+1)-a(n-1,t)f(n-1).\end{aligned}}}
La matriz {\displaystyle L(t)}tiene la propiedad de que sus valores propios son invariantes temporales. Estos valores propios constituyen integrales del movimiento independientes, por tanto la red de Toda es completamente integrable. En particular, la red de Toda se puede resolver a través de la transformada de dispersión inversa para el operador de Jacobi L. El principal resultado implica que para condiciones iniciales arbitrarias que decaen lo suficientemente rápido, estas se separan asintóticamente para t grandes en una suma de solitones y una parte dispersiva que decae.